# Udul-kalama
Udul-kalama (sumersko u-dul3-kalam-ma) je bil sedmi sumerski vladar Prve uruške dinastije, ki je po Seznamu sumerskih kraljev vladal okoli 26. stoletja pr. n. št.
Bil je sin kralja Ur-Nungala in Gilgamešev vnuk. V nasprotju s svojimi predhodniki ni zapustil nobenih znanih zapisov ali relikvij, ki bi omenjali njegovo ime. Lahko bi bil eden od številnih manj pomembnih kraljev Uruka, ki je vladal pod nadoblastjo Prve urske dinastije.

## Vir
- Piotr Michalowski. Sumerian King List. V Mark Chavalas (urednik). The Ancient Near East - Historical Sources in Translation. Blackwell Publishing, Carlton 2006, str. 81-85.

| Udul-kalama Prva uruška dinastija |                               |                     |
| Vladarski nazivi                  |                               |                     |
| Predhodnik: Ur-Nungal             | Ensi Uruka okoli 26. stoletja | Naslednik: La-bašum |